# Casa de Palancas Sur
La Casa de Palancas Sur, también denominada Casa de Palancas Marín, fue un enclavamiento ferroviario perteneciente al ferrocarril de Riotinto. Esta infraestructura histórica se encuentra situada en el municipio español de Minas de Riotinto, en la provincia de Huelva, región autónoma de Andalucía.

## Historia
Este enclavamiento fue construido hacia finales del siglo XIX para gestionar el creciente tráfico de la línea Huelva-Riotinto en la cercana zona de Zarandas, donde ya comenzaba a haber una intensa actividad ferroviaria. El ferrocarril de Riotinto se mantuvo operativo durante algo más de un siglo, hasta su clausura en febrero de 1984. Tras ello, las instalaciones de la Casa de Palancas Sur quedaron abandonadas y sufrieron el expolio de sus mecanismos de cambio y cruzamiento por chatarreros ilegales. A diferencia de lo ocurrido con la Casa de Palancas Norte, el enclavamiento de Marín no fue restaurado por la Fundación Río Tinto a inicios de la década de 1990. En la actualidad se encuentra preservado el edificio, aunque en mal estado de conservación.